# Блум, Левин
Левин Блум (фр. Lewin Blum; род. 27 июля 2001, Ротрист) — швейцарский футболист, правый защитник клуба «Янг Бойз».

## Клубная карьера
Начав молодёжную карьеру в «Роггвиле», в 2012 году Блум перешёл в молодежную академию «Янг Бойз» и прошел путь вверх по всем молодежным составам. 16 июня 2021 года он подписал свой первый профессиональный контракт со столичной командой, а затем отправился в аренду в «Ивердон-Спорт» из Челлендж-лиги. В середине сезона, 3 января 2022 года, «Янг Бойз» активировали пункт, позволяющий досрочно вернуть Блума в свою команду. 29 января дебютировал на профессиональном уровне за «жёлто-черных» в матче Суперлиги против «Лугано» (1:1).

## Статистика
| Клуб          | Сезон      | Лига          | Лига  | Лига | Кубок | Кубок | Кубок лиги | Кубок лиги | Европа | Европа | Другое | Другое | Итог  | Итог |
| Клуб          | Сезон      | Дивизион      | Матчи | Голы | Матчи | Голы  | Матчи      | Голы       | Матчи  | Голы   | Матчи  | Голы   | Матчи | Голы |
| ------------- | ---------- | ------------- | ----- | ---- | ----- | ----- | ---------- | ---------- | ------ | ------ | ------ | ------ | ----- | ---- |
| Ивердон-Спорт | 2021/22    | Челлендж-лига | 17    | 1    | 2     | 0     | —          | —          | —      | —      | 0      | 19     | 1     | 1    |
| Янг Бойз      | 2021/22    | Суперлига     | 16    | 0    | —     | —     | —          | —          | —      | —      | 0      | 0      | 16    | 0    |
| Янг Бойз      | 2022/23    | Суперлига     | 31    | 1    | 5     | 1     | —          | —          | 4      | 0      | 0      | 0      | 40    | 2    |
| Янг Бойз      | 2023/24    | Суперлига     | 11    | 0    | 2     | 0     | —          | —          | 5      | 1      | 0      | 0      | 18    | 1    |
| Янг Бойз      | Итог       | Итог          | 58    | 1    | 7     | 1     | 0          | 0          | 9      | 1      | 0      | 0      | 74    | 3    |
| Общий итог    | Общий итог | Общий итог    | 75    | 2    | 9     | 1     | 0          | 0          | 9      | 1      | 0      | 0      | 93    | 4    |

1. ↑  Включая Кубок Швейцарии
2. ↑  Матчи в Лиге конференций
3. ↑  Матчи в Лиге чемпионов

## Достижения

### «Янг Бойз»
- Чемпион Швейцарии: 2022/23[5]
- Обладатель Кубка Швейцарии:  2022/23